# 维吉尔广场

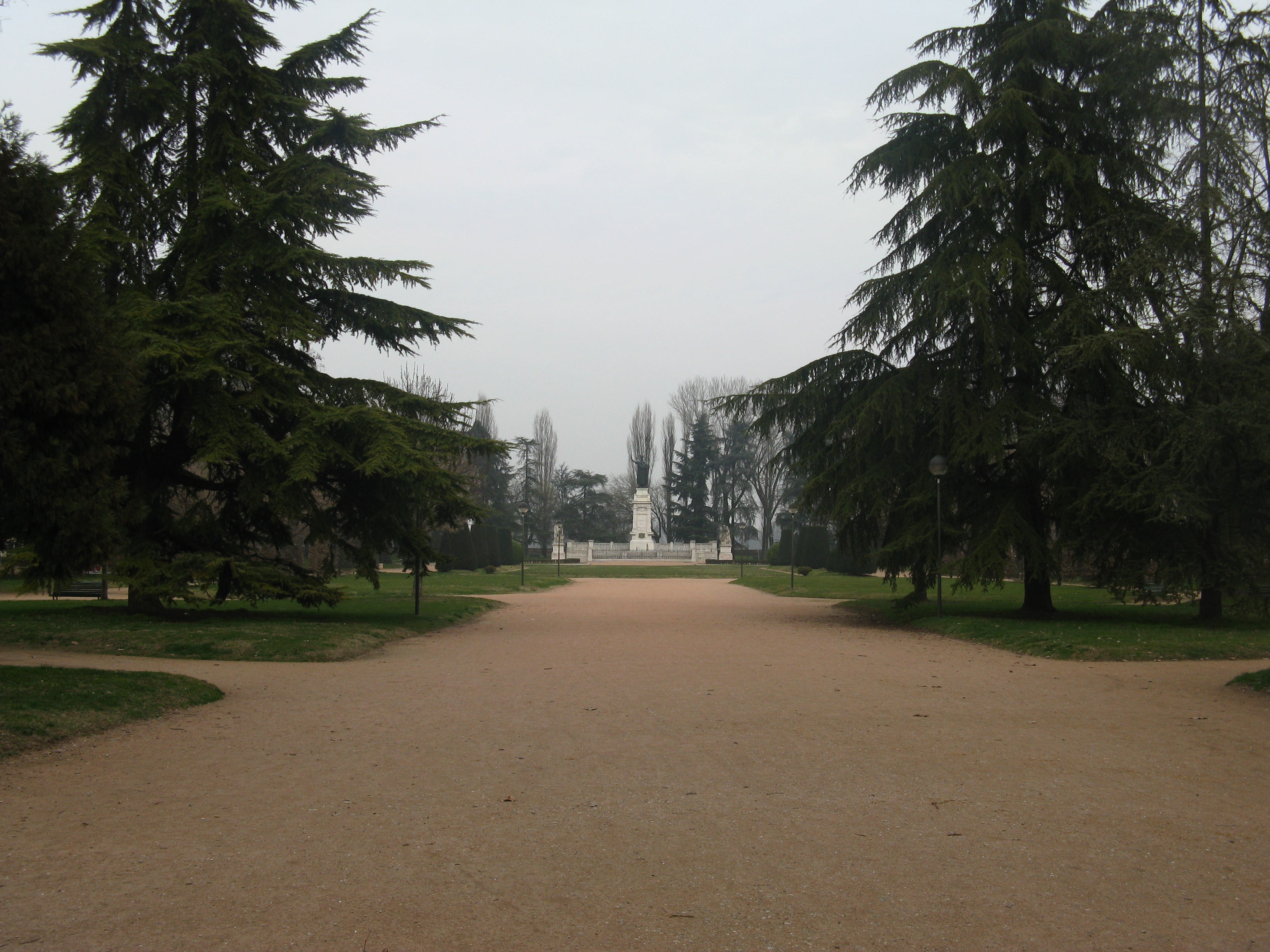
维吉尔广场

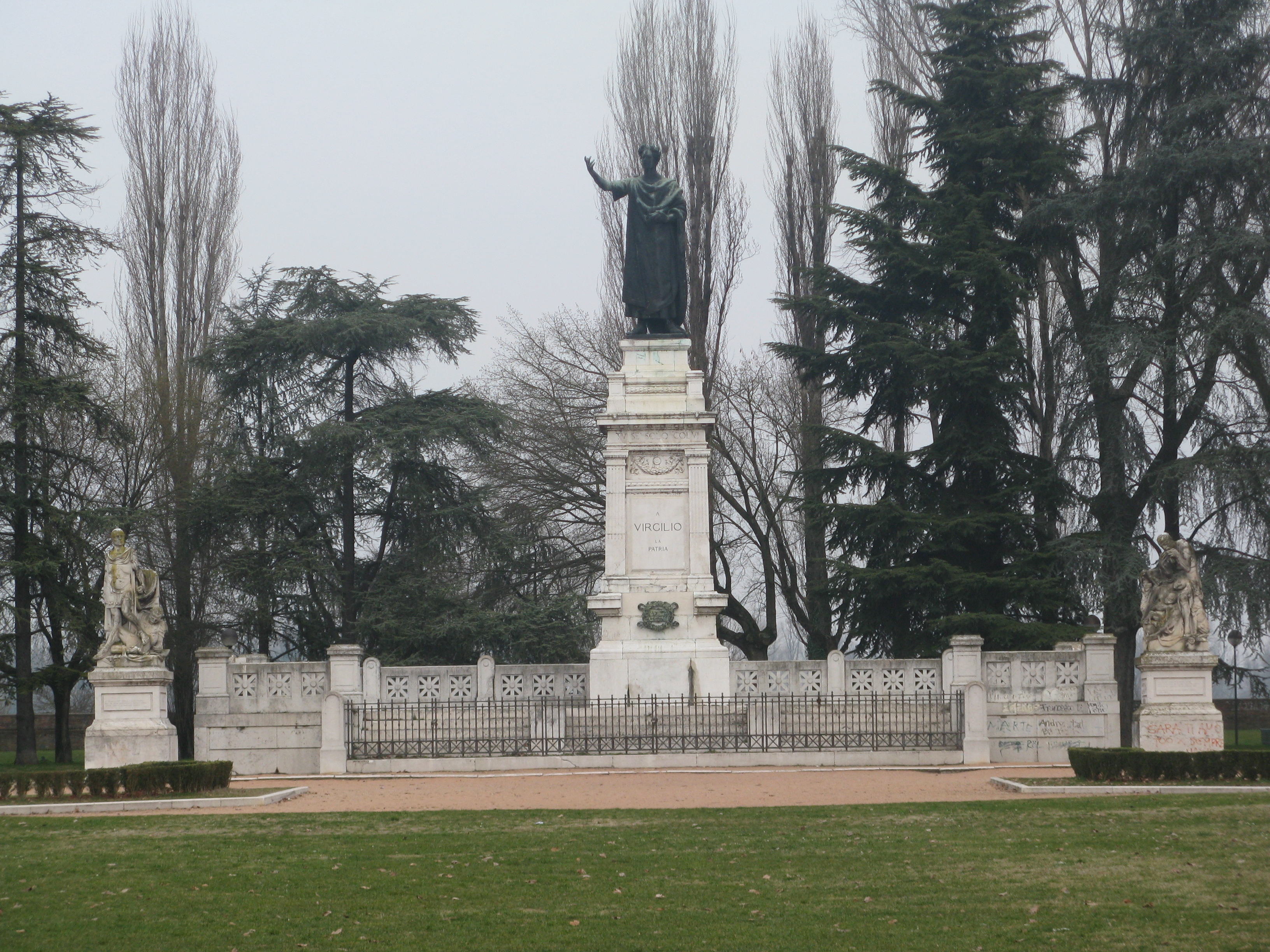
维吉尔纪念碑

维吉尔广场（Piazza Virgiliana）是意大利伦巴第大区曼托瓦市中心的一个长方形公园，北临中湖（Lago di Mezzo），即明喬河的一段，中间由由一堵墙和繁忙的SS62公路隔开。公园内有许多林荫小道和纪念雕像，其中最突出的是维吉尔纪念碑，旁边有喷泉。

## 历史
在拿破仑占领曼托瓦之前，此处曾是中湖（Lago di Mezzo）水域的沼泽入口，部分地方曾是被取缔的圣依搦斯修道院（Sant'Agnese）1797年，法国占领将军亚历山德·亚历山大·弗朗索瓦·德米奥利里斯填平沼泽，并委托保罗·波佐设计一个公园，设置了一排排树木和大理石长凳。维吉尔广场于1801年3月21日落成，在高柱顶部有这位古罗马诗人的铜像。19世纪哈布斯堡王朝返回后，于1821年拆除这座纪念碑，此处建造了一座维吉尔露天剧场。
1877年，经济学家和参议员乔瓦尼·阿里瓦贝内成立了纪念维吉尔逝世1900周年的委员会，诗人出生在曼托瓦。到1883年，委员会只收集到计划150 000里拉捐款中的16 000里拉，从而推迟了计划。
1919年，露天剧场被拆除，目前的卡拉拉大理石纪念碑由建筑师卢卡·贝尔特拉米设计，由米兰雕塑家埃米利奥·多雷利建造了一座大型铜像。纪念碑上刻有史诗和牧歌。of which 400,000 lire 是50年前设立的委员会收集的, 此外还有曼托瓦市和意大利政府的捐款。维吉尔纪念碑于1927年4月21日正式落成。